# Saint-Alban-des-Villards
Saint-Alban-des-Villards là một xã thuộc tỉnh Savoie trong vùng Auvergne-Rhône-Alpes ở đông nam nước Pháp.